# Hugo Alcântara
Hugo Alcântara (sinh ngày 28 tháng 7 năm 1979) là một cầu thủ bóng đá người Brasil.

## Sự nghiệp câu lạc bộ
Hugo Alcântara đã từng chơi cho Montedio Yamagata.